# Takydromus tachydromoides
Takydromus tachydromoides (Japans: ニホンカナヘビ, Nihonkanahebi) is een hagedis uit de familie echte hagedissen (Lacertidae).

## Uiterlijke kenmerken
Deze kleine en dunne hagedis wordt 16 tot 24 centimeter lang waarvan het grootste deel bestaat uit de staart. De verwante zesstreeplangstaarthagedis (Takydromus sexlineatus) is veel bekender en wordt veel in gevangenschap gehouden. Deze soort heeft een verhoudingsgewijs nog veel langere staart. Takydromus tachydromoides heeft in tegenstelling tot de langstaarthagedis echter geen lijnentekening, hooguit een gele dunne streep achter het oog die soms doorloopt tot de flank. De rest van het lichaam is bruin, de buik geelwit. De schubben zijn erg grof en zijn dakpansgewijs geplaatst zodat een stevig pantser ontstaat. Een typisch kenmerk zijn de twee opstaande randen aan weerszijden van de rug.

## Levenswijze
Het is geen bijzonder snelle soort, het voedsel bestaat uit insecten en andere ongewervelden zoals spinnen. Takydromus tachydromoides kan net zoals wel meer soorten uit het geslacht Takydromus meerdere keren per jaar eieren afzetten. De vrouwtjes produceren meerdere legsels van steeds twee eieren. De juvenielen zijn na een jaar volwassen.

## Verspreiding en habitat
Deze hagedis is endemisch in Japan, mogelijk komt de hagedis daarnaast ook voor in Zuid-Korea. De habitat bestaat uit stenige omgevingen met vegetatie om in te schuilen en te jagen. Vooral zonnige graslanden zijn geschikt als habitat, de hagedis laat zich niet zien in suikerrietvelden die door de mens zijn aangelegd. In de winter zijn de dieren minder actief maar er wordt geen winterslaap gehouden.
Door de internationale natuurbeschermingsorganisatie IUCN is de beschermingsstatus 'gevoelig' toegewezen (Near Threatened of NT).

## Naam en indeling

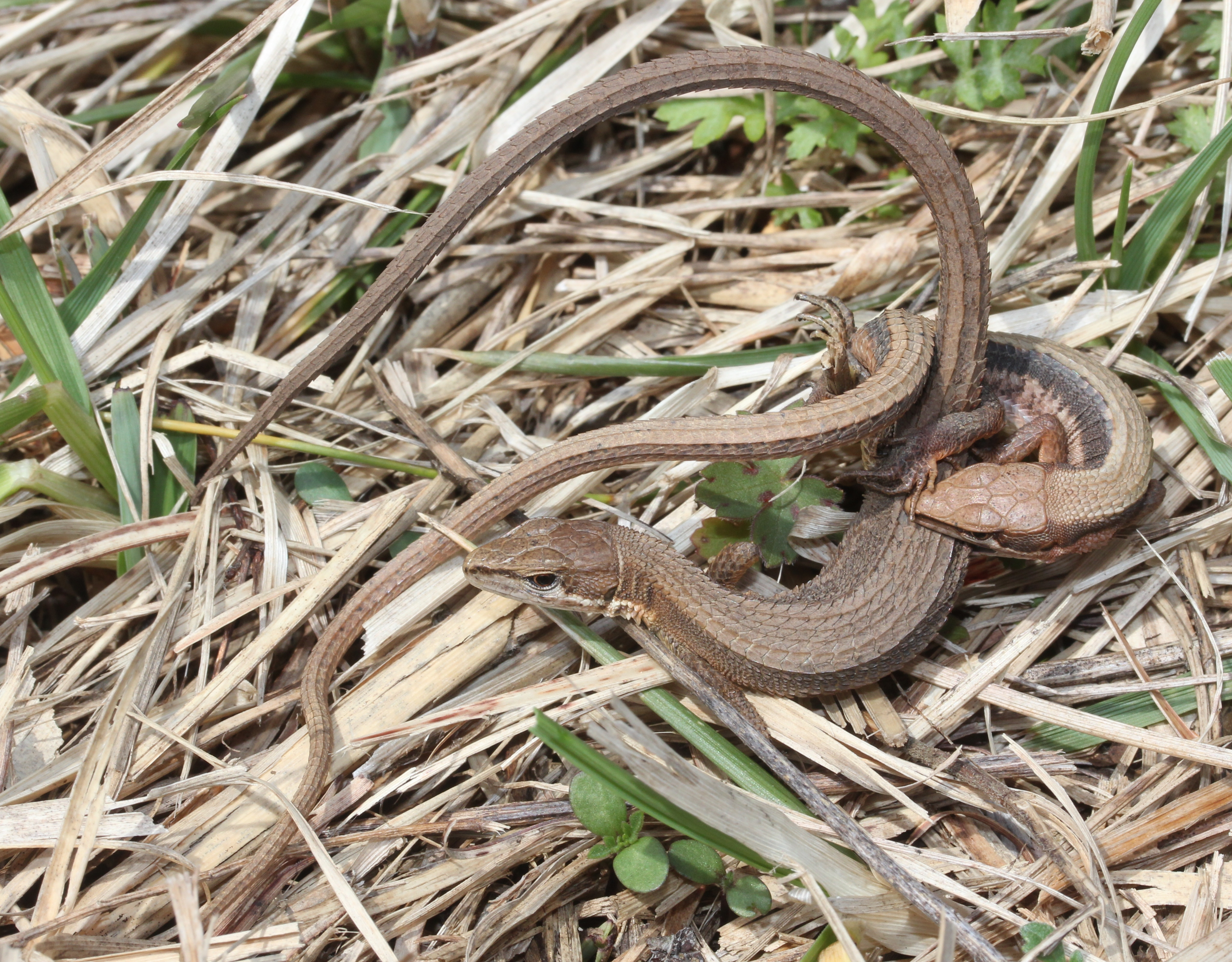
Paring.

De wetenschappelijke naam van de groep werd voor het eerst voorgesteld door Hermann Schlegel in 1838. Oorspronkelijk werd de naam Lacerta tachydromoides gebruikt.

### Ondersoorten
Er worden twee ondersoorten erkend, die onder andere verschillen in verspreidingsgebied. Deze zijn in de onderstaande tabel weergegeven, met de auteur en het verspreidingsgebied.
| Naam                           | Auteur         | Verspreidingsgebied |
| ------------------------------ | -------------- | ------------------- |
| Takydromus tachydromoides oldi | Walley, 1958   | Japan               |
| Takydromus tachydromoides      | Schlegel, 1838 | Japan               |